# Округ Сандаски (Охајо)
Округ Сандаски (енгл. Sandusky County) је округ у америчкој савезној држави Охајо.

## Демографија
По попису из 2010. године број становника је 60.944, што је 848 (-1,4%) становника мање него 2000. године.
| Група             | 2000.          | 2010.          |
| Белци             | 55.015 (89,0%) | 52.527 (86,2%) |
| Афроамериканци    | 1.650 (2,7%)   | 1.712 (2,8%)   |
| Азијати           | 177 (0,3%)     | 189 (0,3%)     |
| Хиспаноамериканци | 4.298 (7,0%)   | 5.435 (8,9%)   |
| Укупно            | 61.792         | 60.944         |